# Попинска река
Попинска река се налази у централном делу Србије, на североисточним падинама планине Гоч и припада сливу Западне Мораве. Изворишни краци се налазе на североисточној ивици побрђа које улази у састав планине Гоч, а више од половине доњег дела слива чини део долине Западне Мораве. Слив Попинске реке се на северу граничи током Западне Мораве и делом њеног слива, на истоку сливом Осаоничке реке, Црнишавске реке и малим делом слива Сребрнице, на југу сливом реке Расине, а на западу сливом Врњачке реке.
Граница слива се од ушћа у Западну Мораву диже у правцу југозапада на брдо Стрижба (320 m), затим исправља правац простирања ка југу, на брдо Ћосовац, па повија ка југоистоку до Рогова (513 m). Од тога места поново се простире ка југу преко сниженог развођа од кога се пење дуж Равне горе (591 m) ка југу-југоистоку све до Погледа (735 m). Од њега граница слива има западну оријентацију и креће се преко Чукара (712 m), Кулучаре (762 m), Папратне (899 m), коте Малог врха (939 m) и Малог врха (991 m), одакле прави лук ка северозападу преко сниженог развођа крајеа Крукчевице, Иричког брда и Арнаутовца, све до највише коте слива, која се налази на 1001 m. Од ове коте, граница слива Попинске реке се спушта у правцу североистока преко кота 767 m код засеока Чеперковићи, Липиних кота од 550 и 459 m, Равног бучја, Чипре (409 m), па на коту код сеоских насеља Дубље и Попина. Од ње наставља даље преко Козје главе и коте 232 m све до ушћа у Западну Мораву. Слив Попинске реке прекрива површину од 58,9 km² и асиметричан је. Лева страна слива је развијенија од десне. Јужна половина слива има гушћу речну мрежу од северније, која је ближе ушћу.